# Efficient Modular Platform 2
Die Efficient Modular Platform 2 (EMP2) ist ein Plattformkonzept für Automobile der Groupe PSA und einer Kooperation mit Toyota. Seit 2013 basieren auf der EMP2-Plattform zahlreiche Fahrzeugmodelle der Groupe PSA, zu der Peugeot, Citroën, DS sowie Opel und Vauxhall gehören. In Serienfahrzeugen wurde die EMP2-Plattform erstmals im Citroën C4 Picasso sowie im Peugeot 308 II eingesetzt. Bei Opel und Vauxhall war der Grandland X das erste Fahrzeug auf dieser Plattform.

## Konzeption
Die EMP2-Plattform wurde für die höheren Fahrzeugsegmente ab der Kompaktklasse sowie für größere SUVs konzipiert. In den kleineren Segmenten basieren neuere Fahrzeuge der Groupe PSA dagegen meist auf der Common Modular Platform (CMP), die zunächst als Efficient Modular Platform 1 (EMP1) bezeichnet wurde. Im Rahmen der technischen Strategie von PSA sollten zukünftig die CMP- sowie die EMP2-Plattform zusammen die konzernweite Basis bilden.
Neben konventionellen Antrieben durch Otto- und Dieselmotoren sind für die Plattform auch Plug-in-Hybride mit Ottomotoren sowie Elektroantriebe möglich.
Im Januar 2021 fusionierten Groupe PSA und Fiat Chrysler Automobiles (FCA) zu Stellantis. Aufgrund der geplanten vollständigen Elektrifizierung der meisten Stellantis-Marken soll die EMP2-Plattform im laufenden Jahrzehnt durch die Plattformen STLA Small, STLA medium, STLA large und STLA Frame ersetzt werden.

## Fahrzeuge
| Hersteller        | Baureihe                          | Bild | Herstellungszeitraum |
| ----------------- | --------------------------------- | ---- | -------------------- |
| Citroën           | C4 Picasso II bzw. C4 Spacetourer |      | 2013–2022            |
| Citroën           | C5 Aircross                       |      | 2017–2025            |
| Citroën           | C5 X                              |      | 2021–                |
| Citroën           | C6                                |      | 2016–2024            |
| Citroën           | Berlingo III                      |      | 2018–                |
| Citroën           | Spacetourer                       |      | 2016–                |
| Citroën           | Jumpy III                         |      | 2016–                |
| Dongfeng Fengshen | A9                                |      | 2016–2019            |
| DS Automobiles    | DS 4                              |      | 2021–                |
| DS Automobiles    | DS 4S                             |      | 2016–2020            |
| DS Automobiles    | DS 7                              |      | 2018–                |
| DS Automobiles    | DS 9                              |      | 2020–                |
| Fiat              | Doblò                             |      | 2022–                |
| Fiat              | Scudo                             |      | 2021–                |
| Fiat              | Ulysse                            |      | 2022–                |
| Iveco             | eJolly                            |      | 2026–                |
| Opel / Vauxhall   | Combo E                           |      | 2018–                |
| Opel / Vauxhall   | Grandland                         |      | 2017–2024            |
| Opel / Vauxhall   | Zafira Life                       |      | 2019–                |
| Opel / Vauxhall   | Vivaro C                          |      | 2019–                |
| Opel / Vauxhall   | Astra L                           |      | 2021–                |
| Peugeot           | 308 II                            |      | 2013–2021            |
| Peugeot           | 308 III                           |      | 2021–                |
| Peugeot           | 408 II                            |      | 2014–                |
| Peugeot           | 408 III                           |      | 2023–                |
| Peugeot           | 508 II                            |      | 2018–2025            |
| Peugeot           | 3008 II                           |      | 2016–2023            |
| Peugeot           | 5008 II                           |      | 2017–2024            |
| Peugeot           | Rifter                            |      | 2018–                |
| Peugeot           | Partner III                       |      | 2018–                |
| Peugeot           | Traveller                         |      | 2016–                |
| Peugeot           | Expert III                        |      | 2016–                |
| Toyota            | ProAce City                       |      | 2020–                |
| Toyota            | ProAce II und ProAce Verso        |      | 2016–                |